# Marchepied (marine à voile)

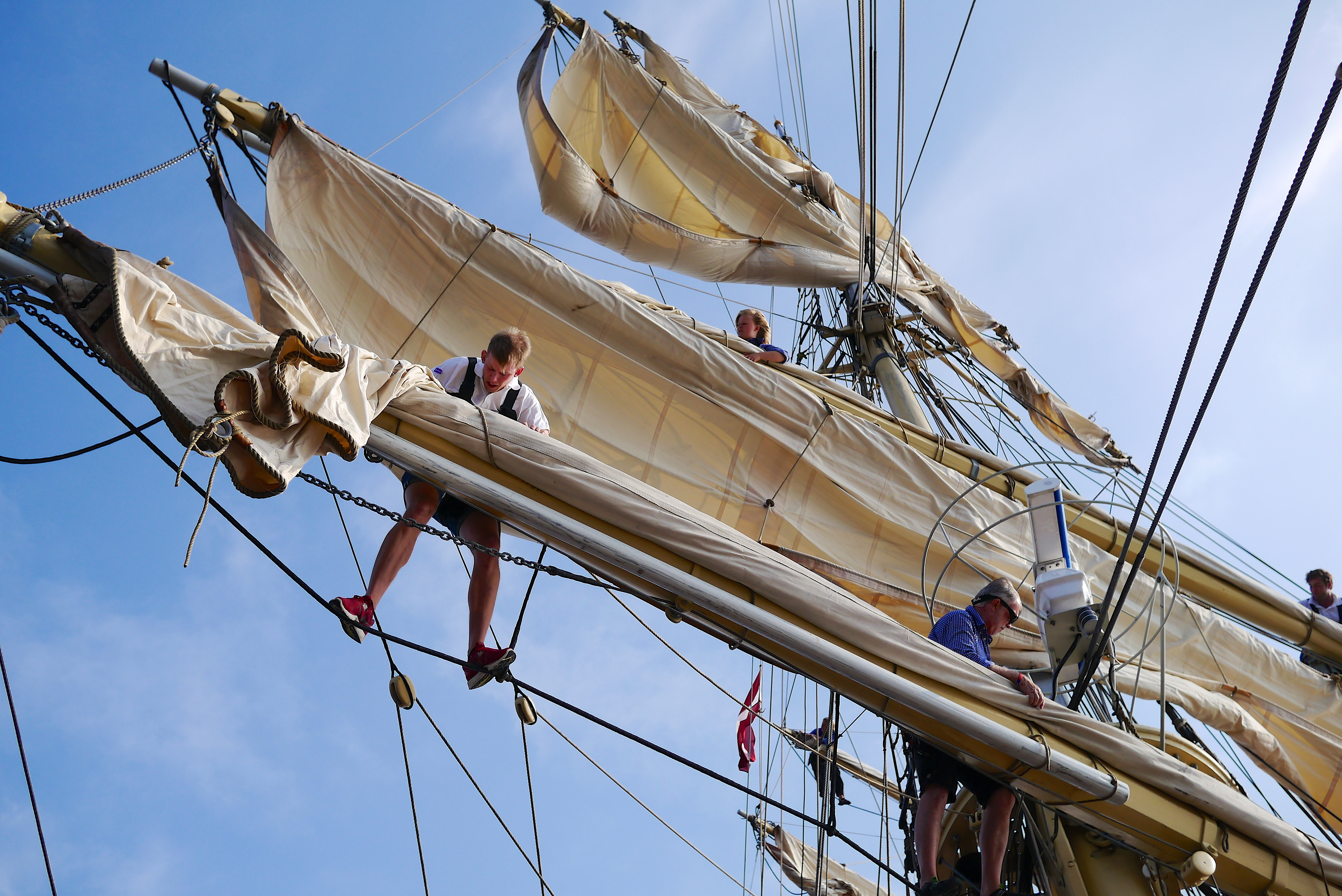
Marins sur le marchepied du Tre Kronor à Stockholm pendant les Tall Ships Races 2013

Un marchepied, dans le monde maritime, est un cordage ou câble tendu sous une vergue ou autre espar, et sur lequel se déplacent les marins (gabiers) pour travailler sur les voiles et dans le gréement,.

## Étymologie
Le terme est identifié en français dès 1678 pour désigner un cordage sous une vergue.

## Description

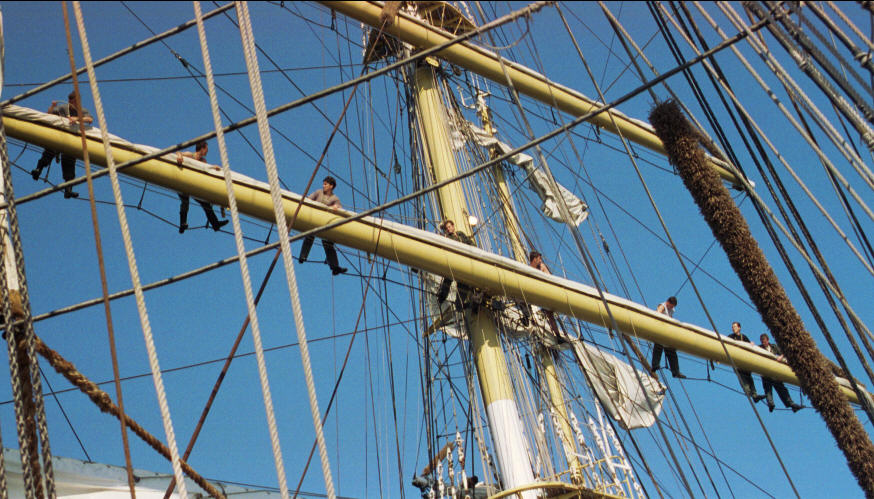
Gabiers travaillant sur une vergue du Khersones.

Les marchepieds sont fixés aux vergues par des bouts de filins verticaux appelés « étriers » (stirrup en anglais). Il existe en bout de vergues des marchepieds courts sans étriers, utilisés pour pousser ou rentrer un bout-dehors. Ils s'appellent tout simplement « petit marchepied » ou « marchepied de bout-dehors ». Les petits marchepieds sont ajoutés en bout de vergues car les bords des marchepieds qui courent le long de la vergue ne sont pas facilement utilisables sur l'extrémité de celle-ci.
Les marchepieds étaient traditionnellement en chanvre comme les autres cordages. Compte tenu de l'usure potentiellement importante et de la sécurité que représente sa bonne tenue, les marchepieds étaient enduits de goudron pour les protéger de l'usure, des embruns et des moisissures. Le goudron était l'odeur que l'on pouvait sentir sur les grand voiliers au XVIIIe siècle. Il n'est plus d'usage aujourd'hui compte tenu de l'amélioration de la qualité des cordages et des désagréments qu'il occasionne.
De nos jours, par mesure de sécurité les vergues sont équipées d'une tige en métal fixée sur la vergue, sur laquelle peut coulisser le mousqueton d'une ligne de vie. Équipement qui n'existait pas dans le passé, rendant les manœuvres dangereuses, toute chute étant souvent fatale.

## Utilisation

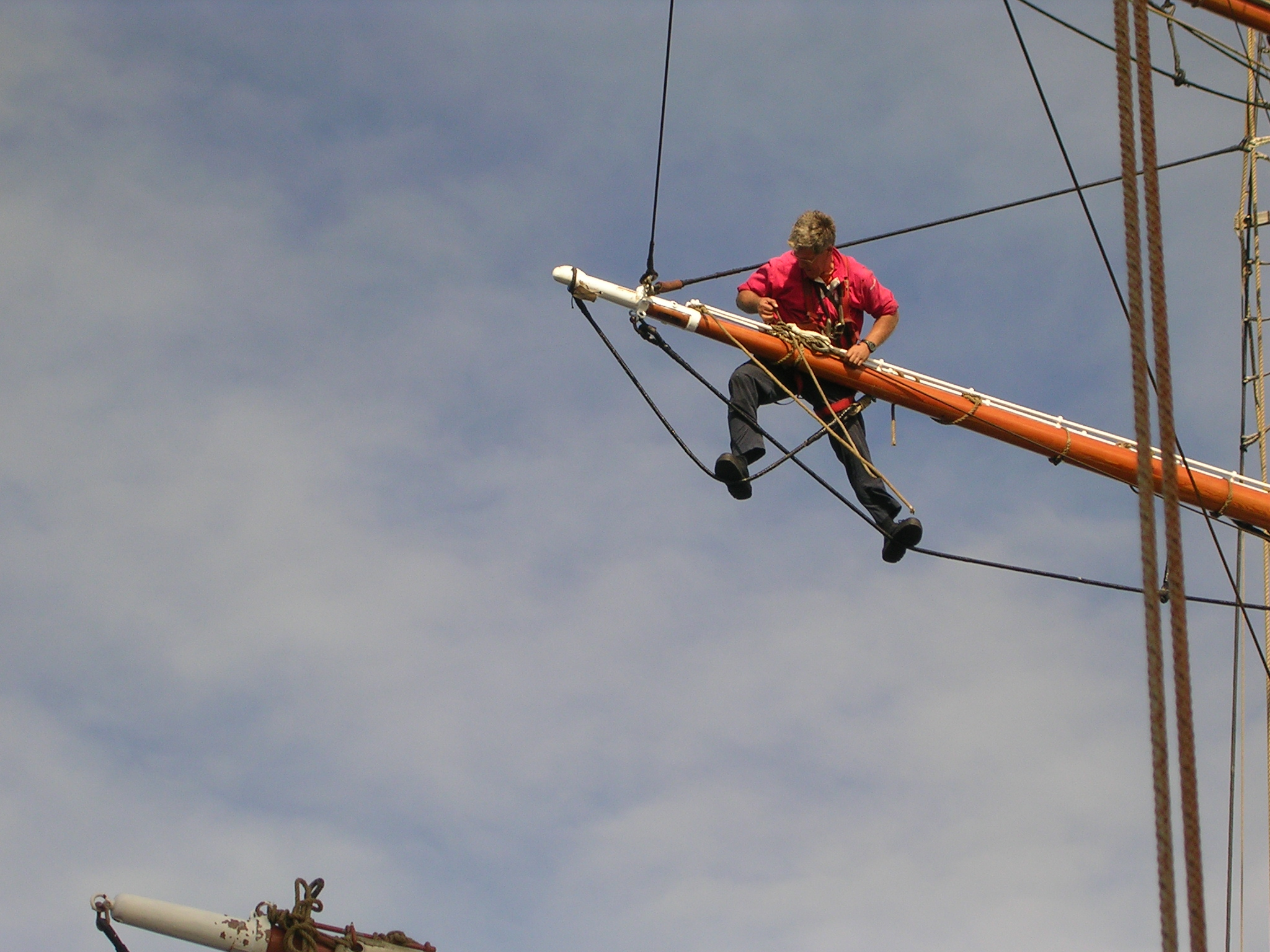
Un matelot travaillant au Stavros S Niarchos en évoluant sur le marchepied et le petit marchepied de la vergue du grand perroquet.

Les marchepieds se rencontrent sur les vieux gréements, principalement à voiles carrées. Bien que les voiles carrées soient la plupart du temps manœuvrées à partir du pont, elles doivent être ouvertes, réduites (prise de ris) ou attachées aux vergues avec les ris (cordages qui permettent de réduire les voiles ou les attacher aux vergues).
Cela oblige les marins à monter en altitude sur les gréements et à utiliser les marchepieds pour pouvoir évoluer latéralement sur les vergues.
Les marchepieds sont réglés de sorte que les gabiers soit à la bonne hauteur pour leur travail sur les gréements. La position de travail la plus confortable sur les vergues étant de se pencher en avant les pieds posés sur les marchepieds et le ventre appuyé sur la vergue.
Les autres principaux travaux nécessitant les marchepieds sont les manœuvres des bouts-dehors et des vergues elles-mêmes.

## En anglais

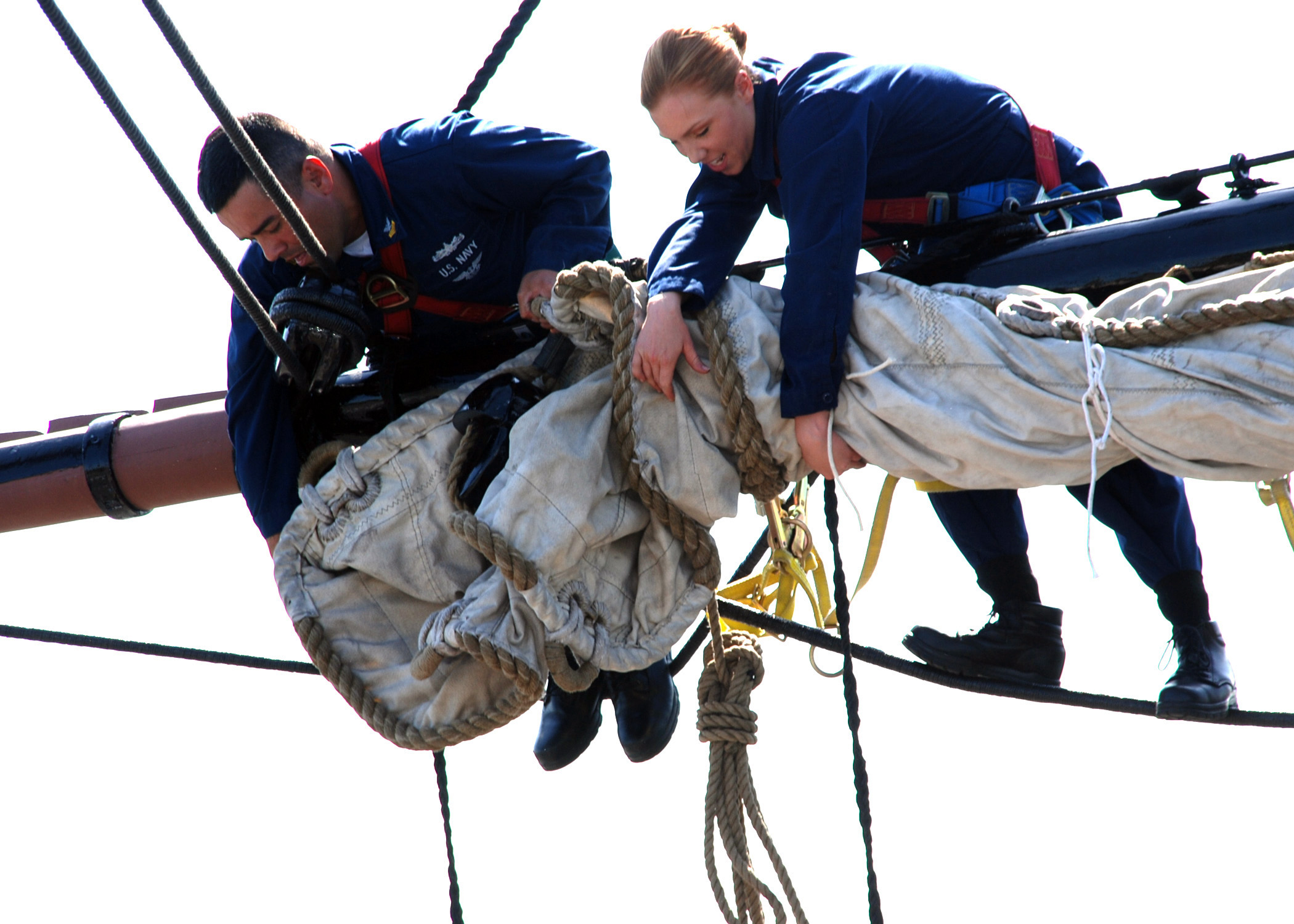
Gabiers utilisant le marchepied pour ferler le hunier de misaine de l' à 30 m au dessus du pont à Charlestown en 2007

De nos jours, les Anglo-saxons utilisent le mot Footrope, pour désigner le marchepied. Ce terme a remplacé horse et Flemich horse (petit marchepied) qui désignaient ce cordage, terme que l'on retrouve dans la littérature spécialisée du XVIIe ou XIXe siècle ou lorsqu'il est fait référence à de vieux grands voiliers.